# Arnold Lobel
Arnold Lobel (Los Angeles, 22 mei 1933 - New York, 4 december 1987) was een Amerikaans auteur van kinderboeken. Hij illustreerde zijn eigen boeken en die van andere schrijvers. 

## Biografie
Lobel volgde een opleiding aan het Pratt Institute, een kunstacademie, waar hij zijn latere vrouw Anita Kempler ontmoette. Na zijn afstuderen gingen ze in New York wonen, waar Lobel werk vond als reclametekenaar. Al gauw ging hij over op het illustreren van kinderboeken. Om te voorkomen dat hij de opbrengsten van de boeken met een schrijver zou moeten delen, begon hij ook zelf te schrijven. Arnold Lobel overleed aan aids-gerelateerde complicaties. 
Lobel won de Caldecott Medal in 1981 voor zijn boek Fables.

## Prijzen
- 1971: Zilveren Griffel - Valentijn
- 1981: Vlag en Wimpel - Bij Uil thuis
- 1981: Zilveren Griffel - Bij Uil thuis
- 1982: Vlag en Wimpel - Kikker en Pad zijn altijd samen
- 1983: Zilveren Penseel - Kikker en Pad zijn best tevreden
- 1985: Vlag en Wimpel - Een jaar bij Kikker en Pad